# Abapeba wheeleri
Abapeba wheeleri là một loài nhện trong họ Corinnidae.
Loài này thuộc chi Abapeba. Abapeba wheeleri được Alexander Petrunkevitch miêu tả năm 1930.